# Petco Park
Le Petco Park (parfois surnommé The Litter Box) est un stade de baseball situé dans le quartier de Gaslamp près du San Diego Convention Center dans le centre de San Diego, en Californie. 
Depuis 2004, ses locataires sont les Padres de San Diego, une équipe de baseball évoluant en Ligue majeure de baseball et qui jouait auparavant au Qualcomm Stadium. Le Petco Park dispose de 50 209 sièges fixes de couleur bleu foncé mais il peut accueillir jusqu'à 56 000 personnes avec les places debout. En tout, il y a 55 suites de luxe et 12 Party Suites. Le stade a 5 000 club seats (sièges de club), 1 500 field club seats et 200 dugout seats.

## Histoire
Avant l'édification du Petco Park, les Padres de San Diego partageaient le vieillissant Jack Murphy Stadium avec l'équipe de football américain des Chargers de San Diego. Alors les Pads voulaient avoir leur propre domicile et c'est dans les années 1990 que l'équipe a annoncé son désir de construire une nouvelle enceinte. 
Après avoir été finaliste de la Série mondiale 1998, perdue contre les Yankees de New York, les électeurs de San Diego ont donc approuvé une obligation pour permettre le financement d'un stade de baseball dans le centre de la ville. La construction du nouveau Petco Park a débuté en mai 2000 et il fut conçu par Antoine Predock (design) et Spurlock Poirier (embellissement) ainsi que par les architectes des firmes HOK Sport et ROMA (planification urbaine). À l'origine, l'enceinte de 52 445 sièges était programmée pour s'ouvrir en 2002, mais en octobre 2000 la subvention des travaux fut stoppé pendant plus d'un an. En novembre 2001, la ville de San Diego versa 166 millions de dollars afin que le chantier puisse reprendre. L'ensemble du projet coûta 456,8 millions de dollars dont 285 millions pour la construction du stade et 171,8 millions pour l'achat du terrain et des matériaux. Actuellement, l'édifice appartient à 70 % à la ville de San Diego et à 30 % aux Padres de San Diego.
Au mois de janvier 2003, la société Petco Animal Supplies, Inc. acheta les droits d'appellation du stade sur 22 années pour une somme de 60 millions de dollars.
Les Padres ont joué leur premier match au Petco Park le 8 avril 2004 contre les Giants de San Francisco et le premier concert dans le stade fut celui des Rolling Stones, le 11 novembre 2005.
Entre février 2007 et février 2009, le Petco Park a organisé le USA Sevens, un tournoi de Rugby à sept de l'IRB Sevens World Series. Les éditions précédentes se déroulaient au Home Depot Center de Los Angeles et les éditions suivantes se déroulent depuis 2010 au Sam Boyd Stadium de Las Vegas.

## Description
Le Petco Park est fait de stuc, de brique, et d'acier. Pour entrer dans le stade, les visiteurs passent par une cour bordée de palmiers, de murs d'eau, et d'arbres de jacaranda. 
Une fois à l'intérieur, tous les spectateurs ont un excellent panorama sur le terrain de jeu. Dans le champ gauche du stade se trouve un lieu d'intérêt important de San Diego, c'est le Western Metal Supply Building. Il abrite la boutique de l'équipe dans le premier étage et dispose d'une ouverture sur le terrain afin de permettre à certains spectateurs debout de voir les matchs. Les suites de luxe sont situées dans le deuxième et troisième étages du bâtiment puis un restaurant se trouve dans le quatrième niveau. Sur le Western Metal Supply Building repose des gradins de 800 places fournissant des vues impressionnantes sur tout le stade. 
Le tableau d'affichage principal est au-dessus des sièges du champ central gauche. Un autre tableau des scores se situe dans le champ droit. Directement derrière la clôture du champ central est l'enclos des Padres ainsi qu'une mini plage (appelée "The beach") où les visiteurs peuvent se détendre et observer les matchs tout en se reposant sur le sable. Après la plage est le "Park at the Park". Ce parc élevé est occupé par les spectateurs afin d'observer les parties de baseball pour un prix de $5 dollars.
Le Petco Park est une stade très moderne à la pointe de la technologie dont certaines places possèdent un ordinateur, ce qui permet à des spectateurs de surfer sur Internet pour vérifier les stats de leurs joueurs préférés, ou de commander de la nourriture de leurs sièges. Plusieurs piliers de 60 mètres soutiennent la structure et se prolongent au-dessus de la tribune principale pour éclairer le terrain de jeu, les suites et les lounges. Le Padres Hall of Fame (Temple de la renommée), les 250 sièges de l'auditorium, la zone d'amusement pour enfants, et le théâtre sont également des lieux de divertissement situés au Petco Park. Il y a environ 11 000 places de stationnement dans les alentours du stade.

## Événements
- Concert des Rolling Stones, le 11 novembre 2005
- Finale et demi-finales de la Classique mondiale de baseball 2006, les 18 et 20 mars 2006
- USA Sevens (tournoi de Rugby à sept), 2007 à 2009
- Classique mondiale de baseball 2009
- Match des étoiles de la Ligue majeure de baseball 2016
- WWE Survivor Series, le 29 novembre 2025

## Dimensions
- Ligne de démarcation au Champ gauche - 334 pieds (101,8 mètres)
- Champ gauche - 367 ' (111,9 m)
- Champ centre-gauche - 390 ' (119 m) (402 ' (122,5 m) avant 2013[1])
- Champ centre - 396 ' (120,7 m)
- Champ centre-droit - 391' (119 m) (402 ' (122,5 m) avant 2013[1])
- Champ droit - 382 ' (116,4 m)
- Ligne de démarcation au champ droit - 322 ' (98 m)

### Effets sur l'offensive
Le Petco Park est connu comme le stade de la Ligue nationale étant le plus favorable aux lanceurs et le plus défavorables aux frappeurs. Il est fréquemment cité comme le plus défavorable aux frappeurs, avec le Safeco Field, domicile des Mariners de Seattle de la Ligue américaine. L'offensive des équipes des Padres qui ont évolué à Petco lors de sa première décennie était habituellement faible : San Diego est l'équipe qui a compté le moins de points à domicile de 2006 à 2009, en plus de terminer 29e des majeures sur 30 clubs à ce chapitre en 2005 et 2011.
Avant la saison 2013 des Padres, les clôtures du champ extérieur ont été rapprochées du marbre pour tenter de ramener l'équilibre offensive-défensive à un niveau moins extrême. En 2014, l'attaque des Padres est la pire des majeures, une situation qui ne s'explique cependant pas uniquement par le stade, puisque l'équipe ne fait guère mieux sur la route et flirte même avec un record de médiocrité.

## Galerie

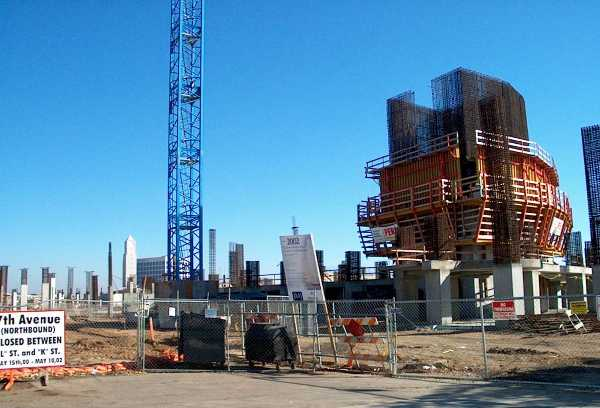
Construction (2001)
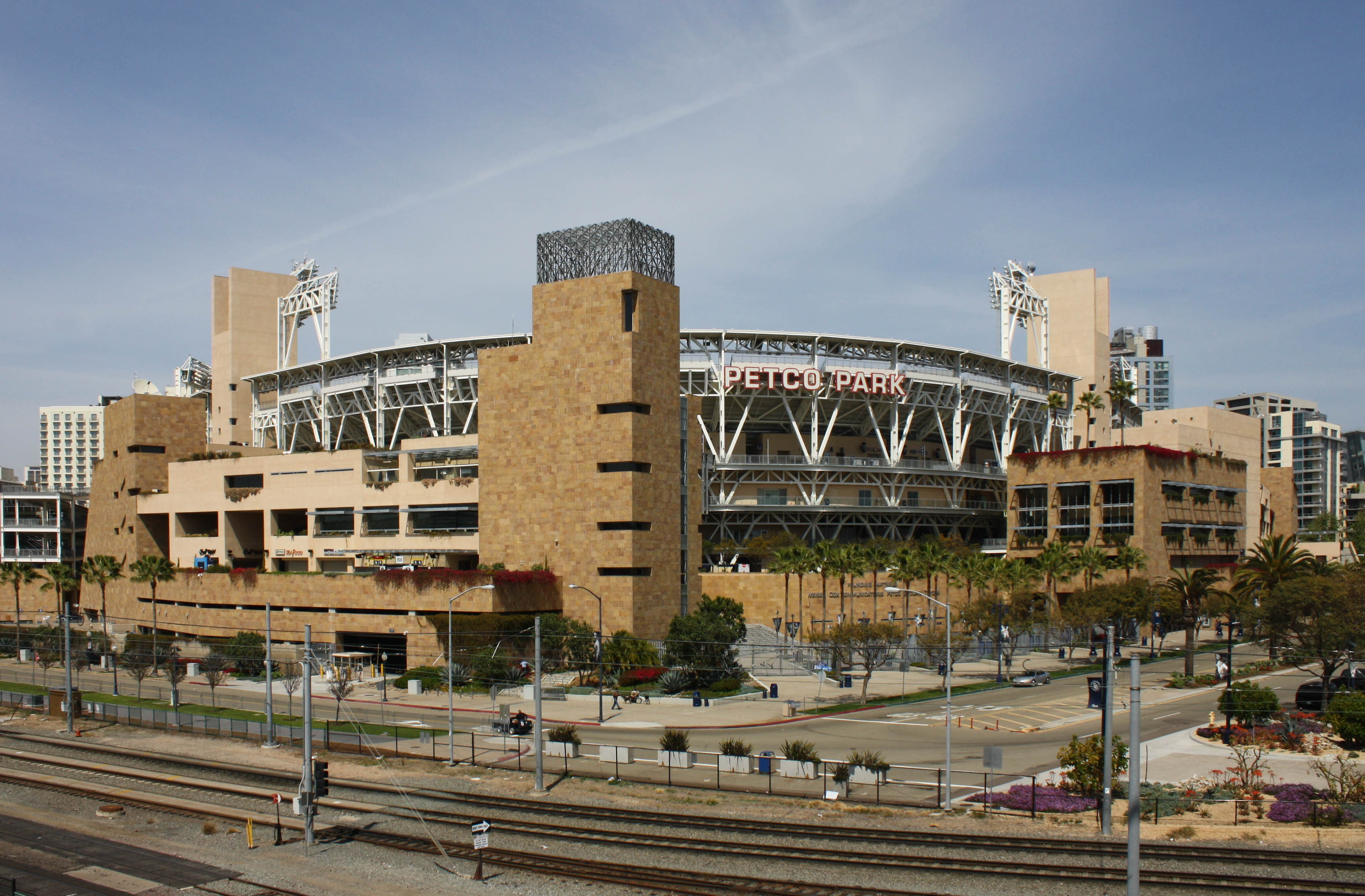
Petco Park
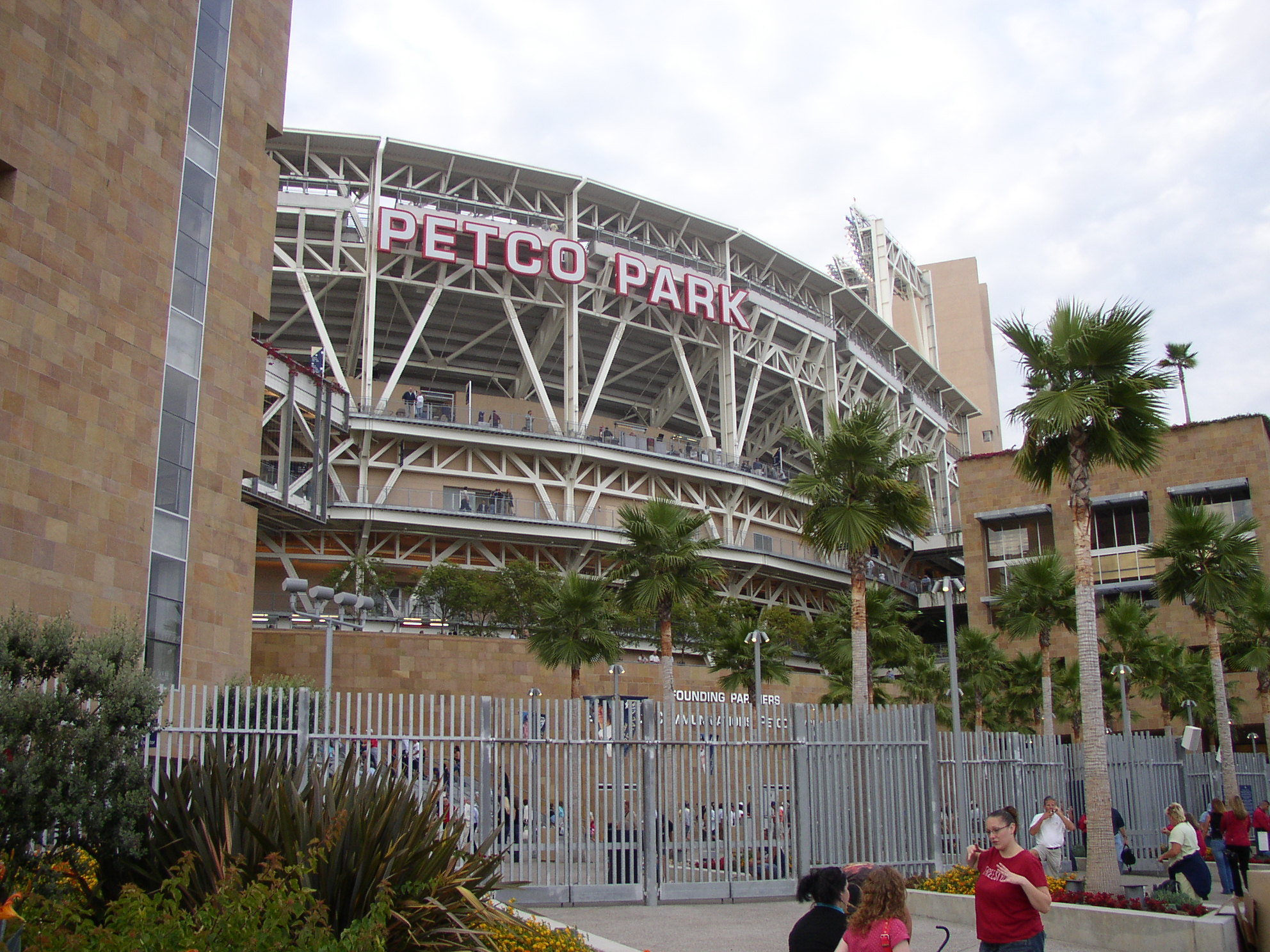
Façade
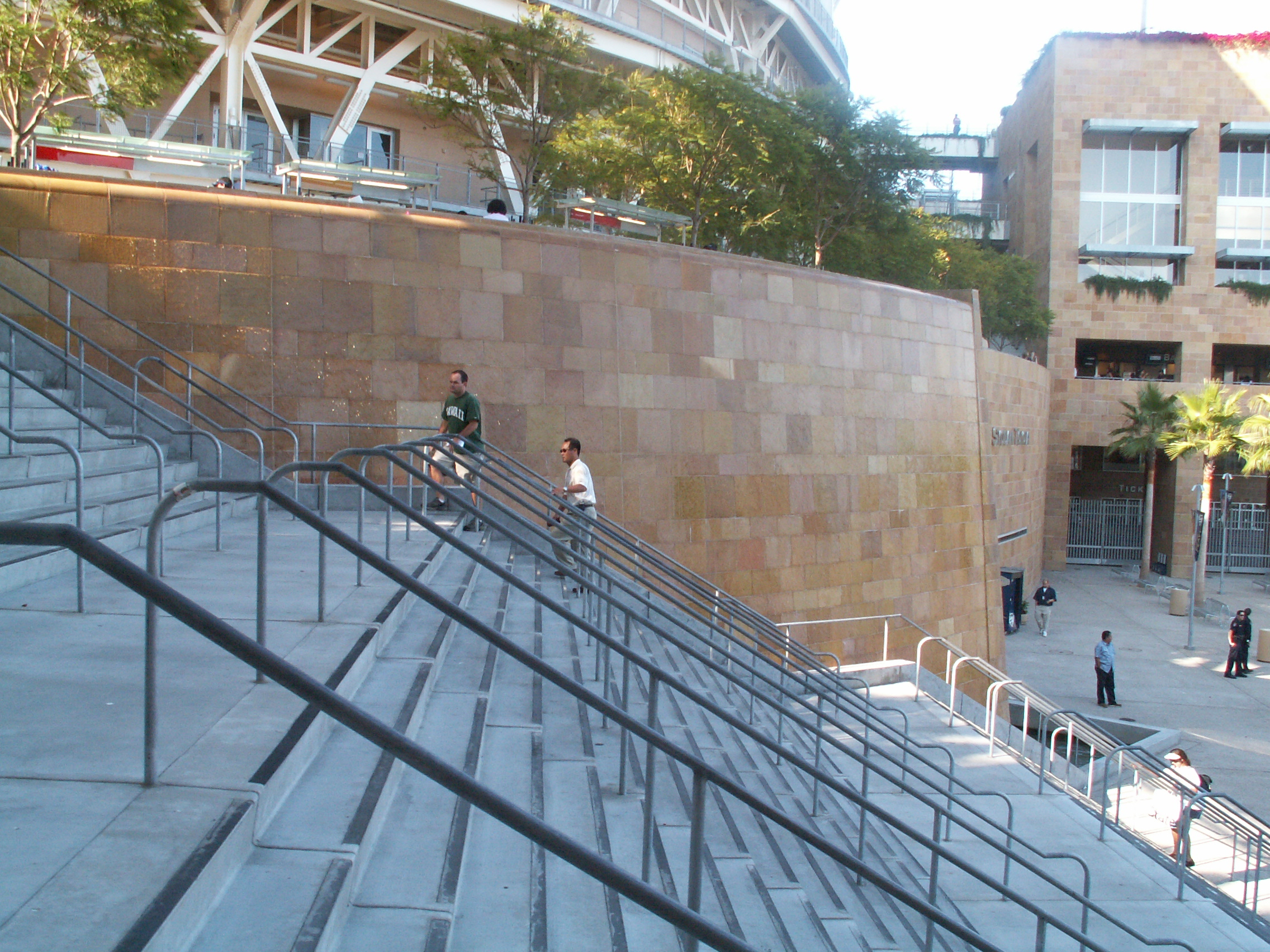
Escalier d'entrée
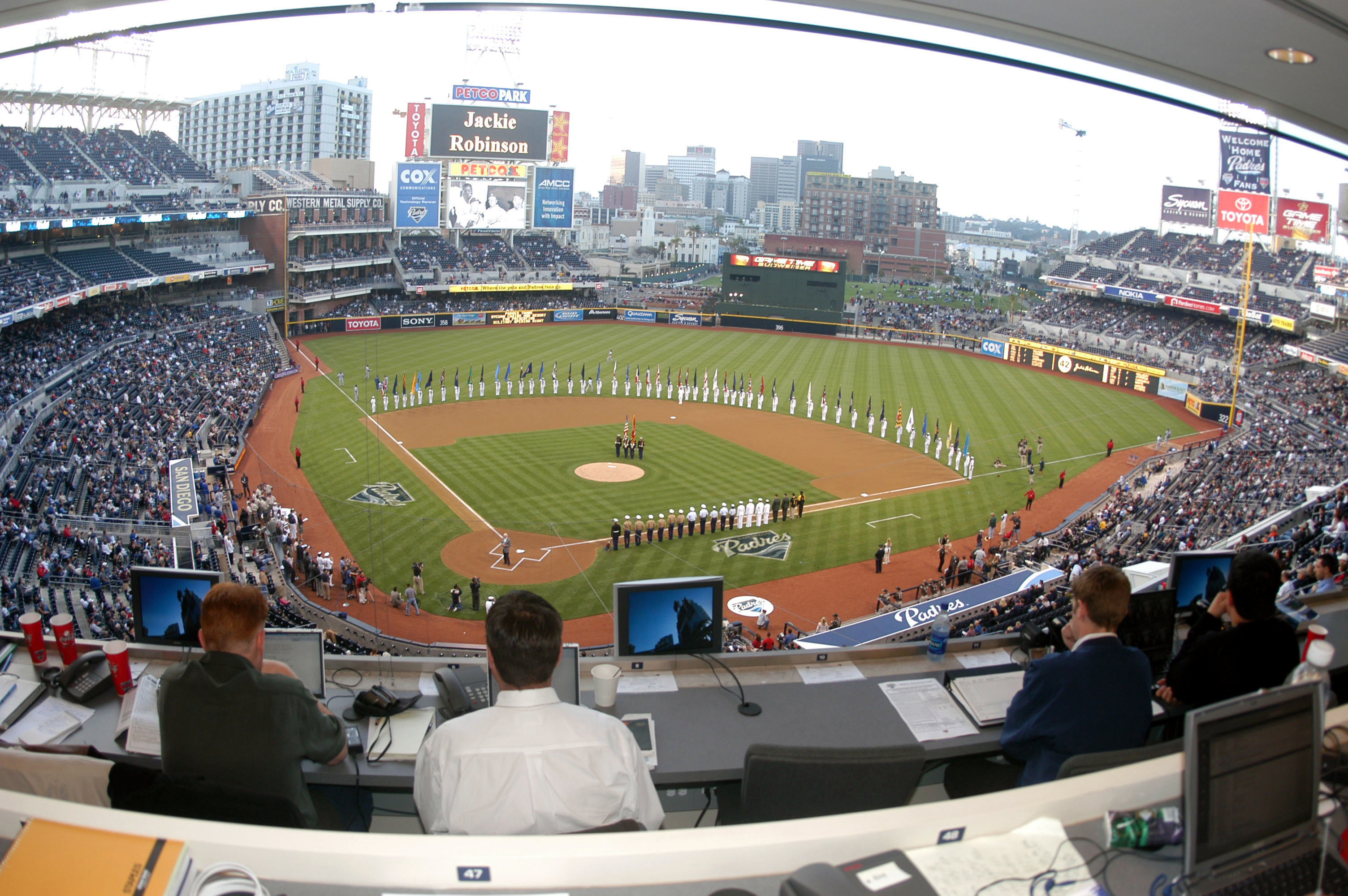
Military Appreciation Day
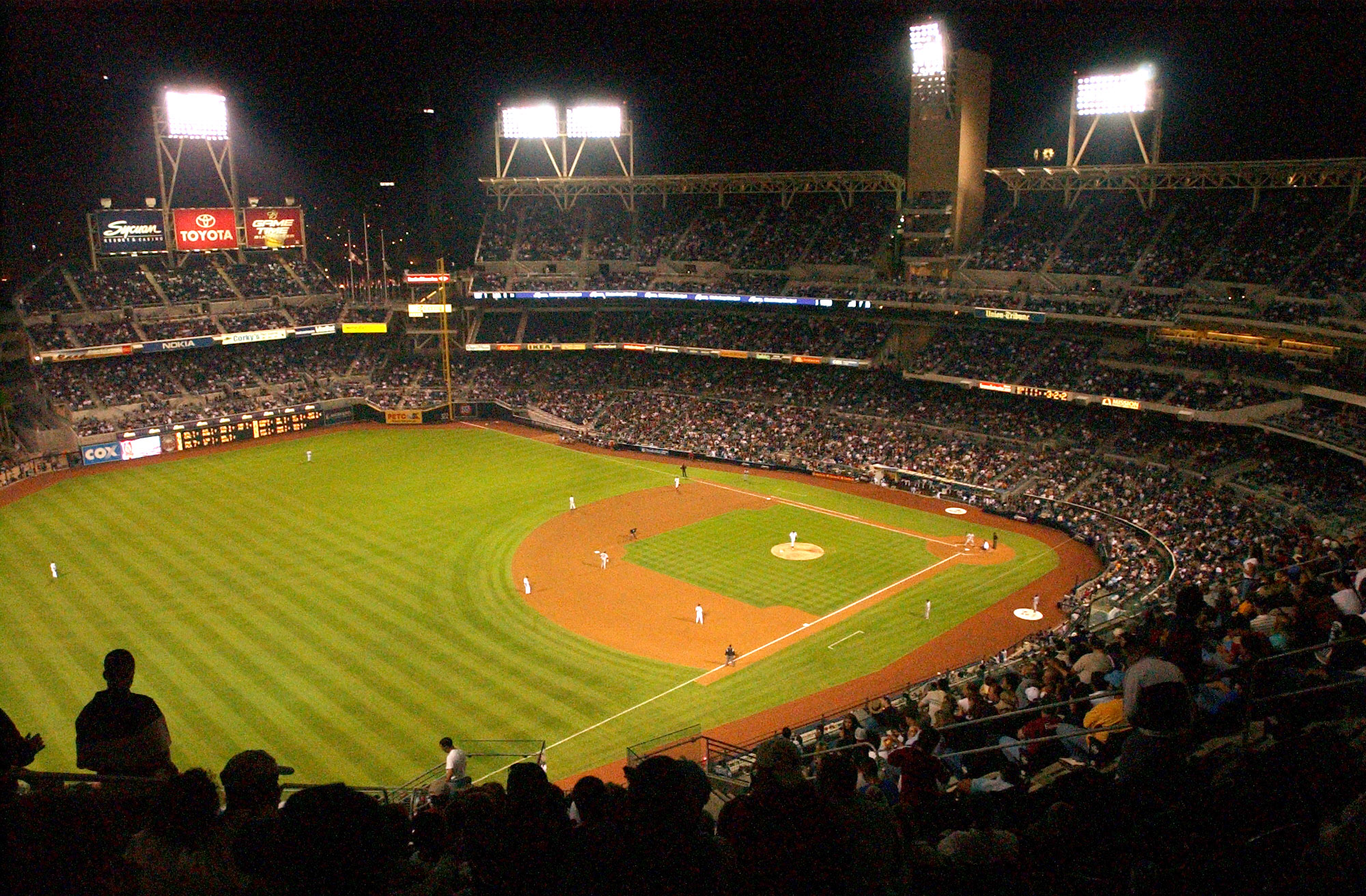
Intérieur de nuit
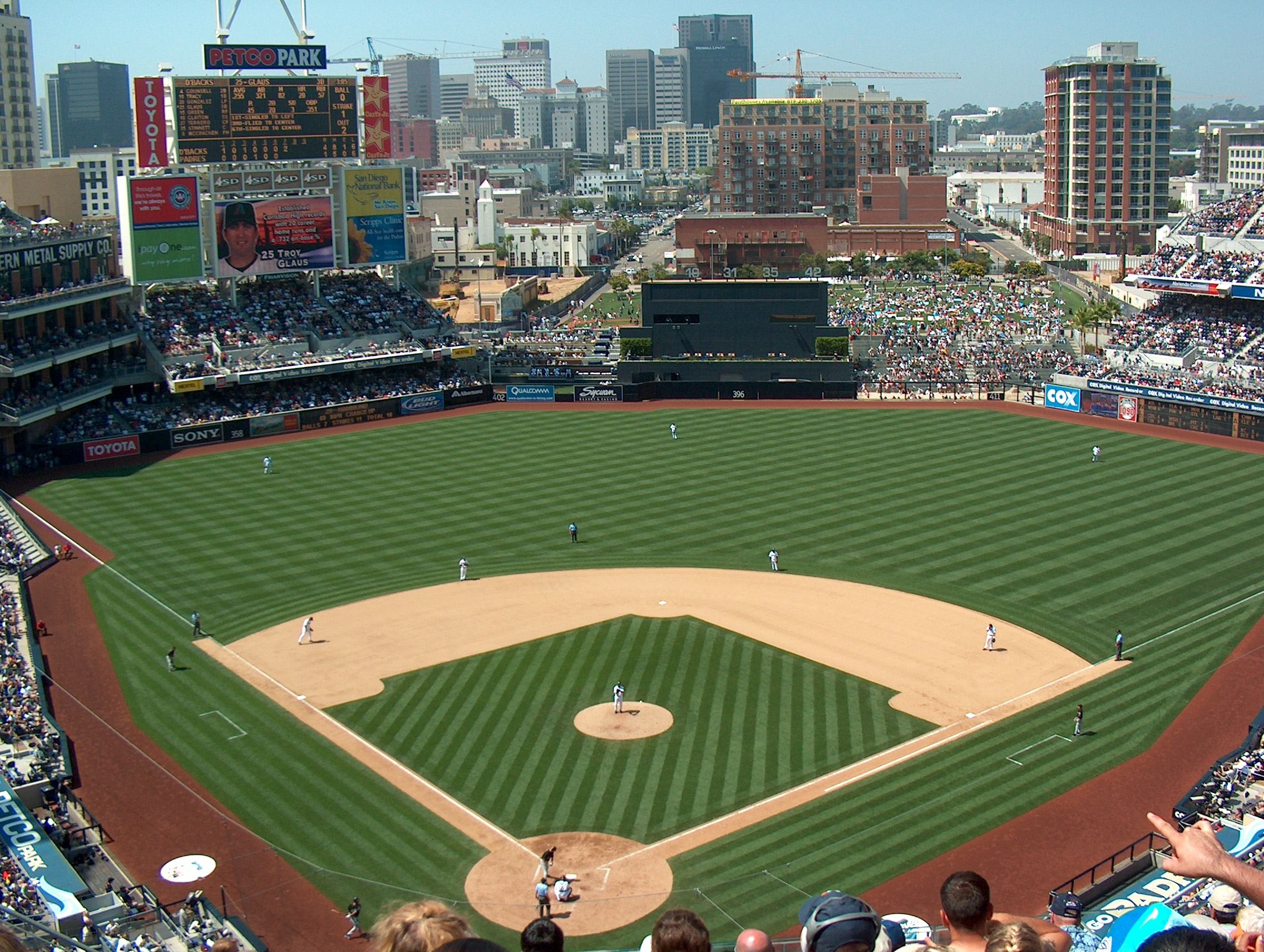
Match de baseball
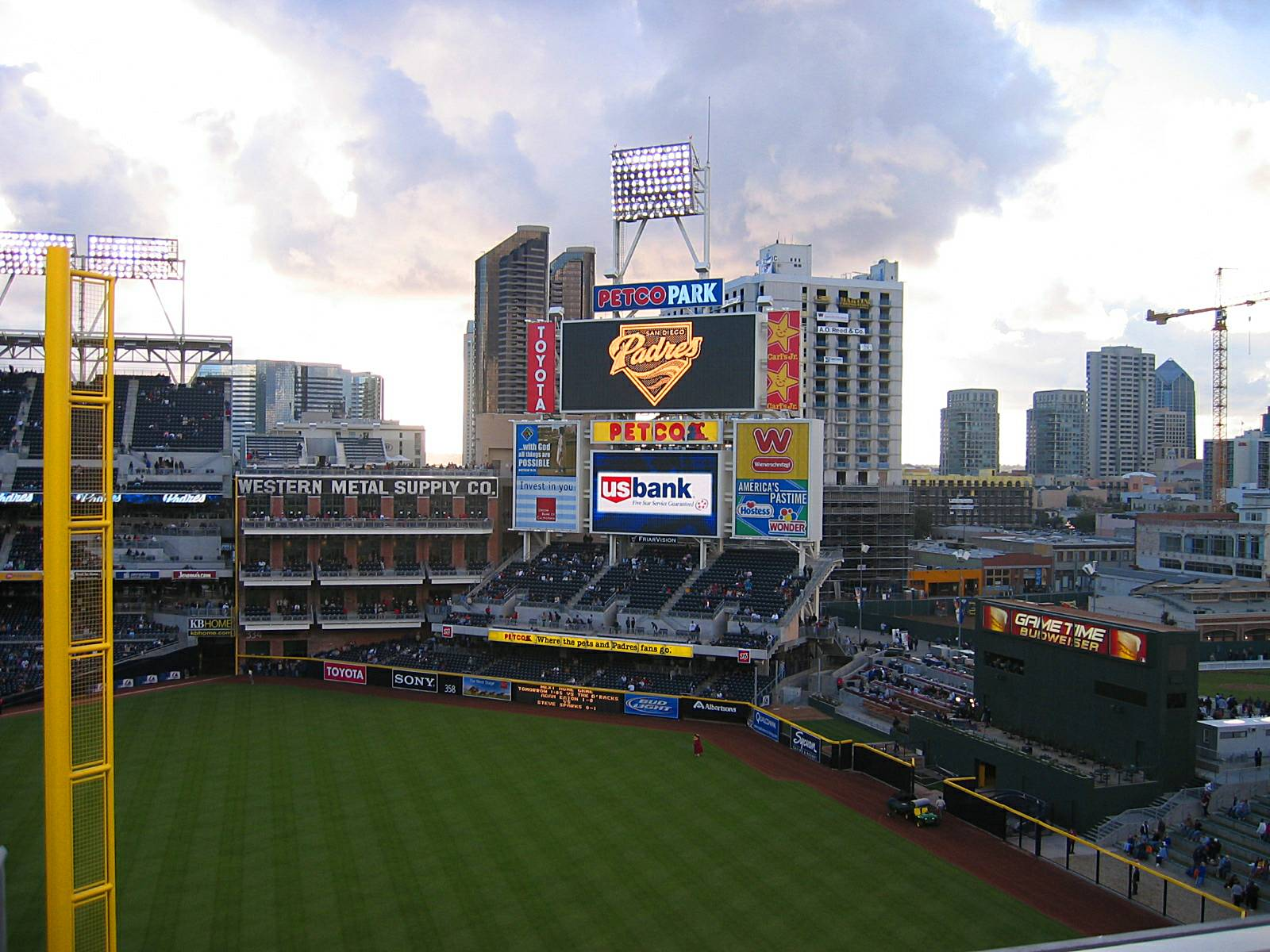
Champ central
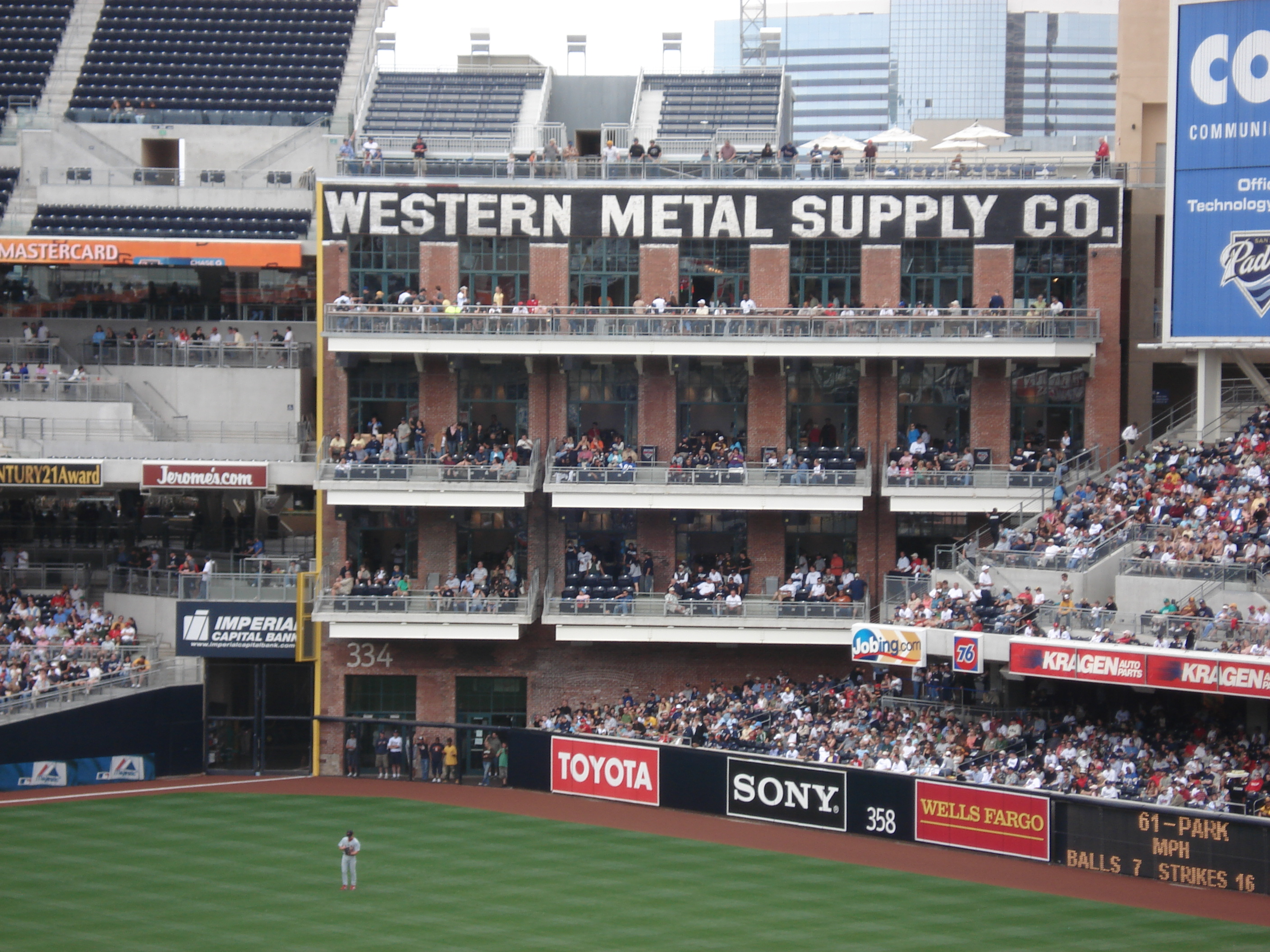
Western Metal Supply Co.
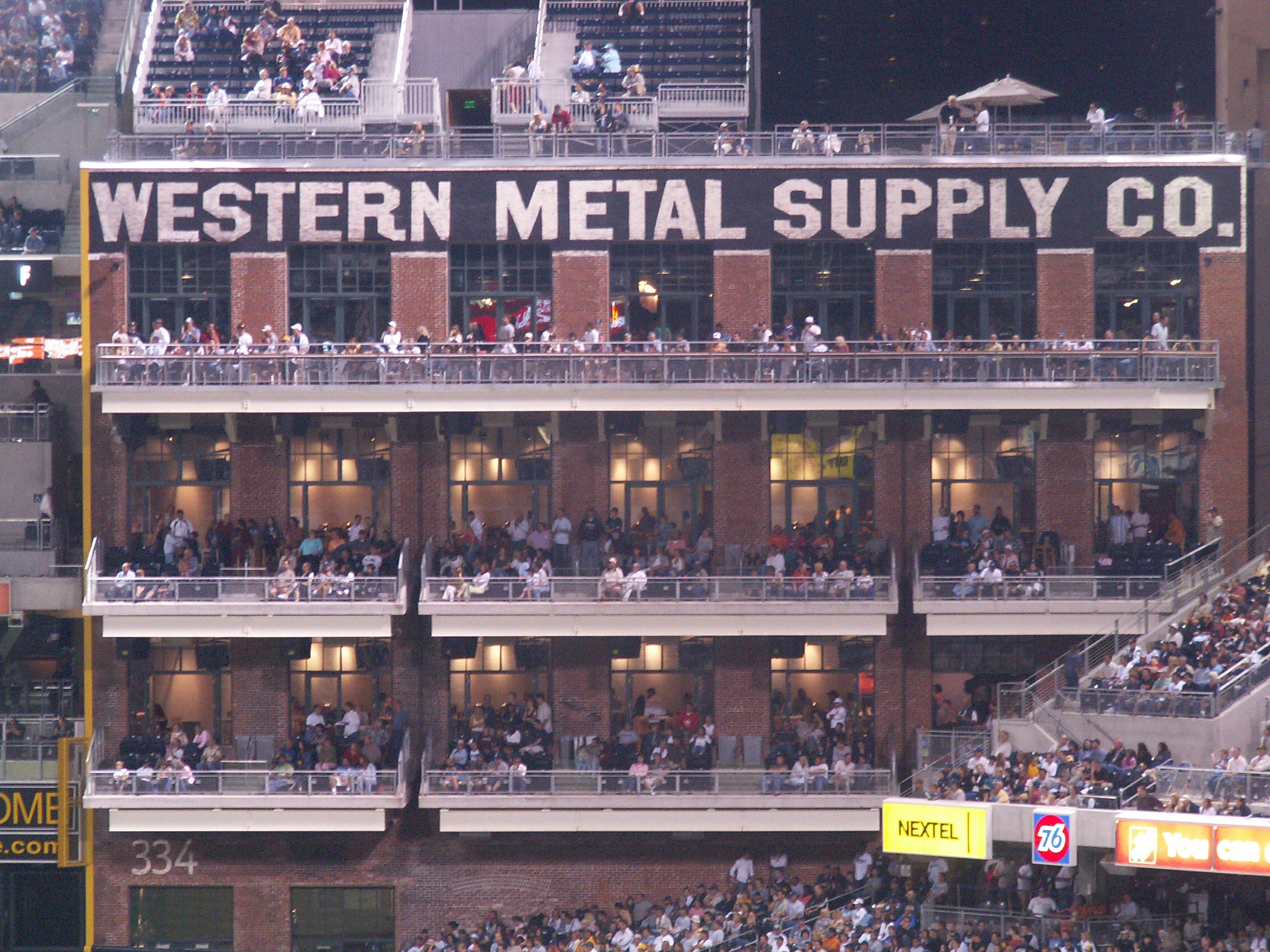
Western Metal Supply Co.
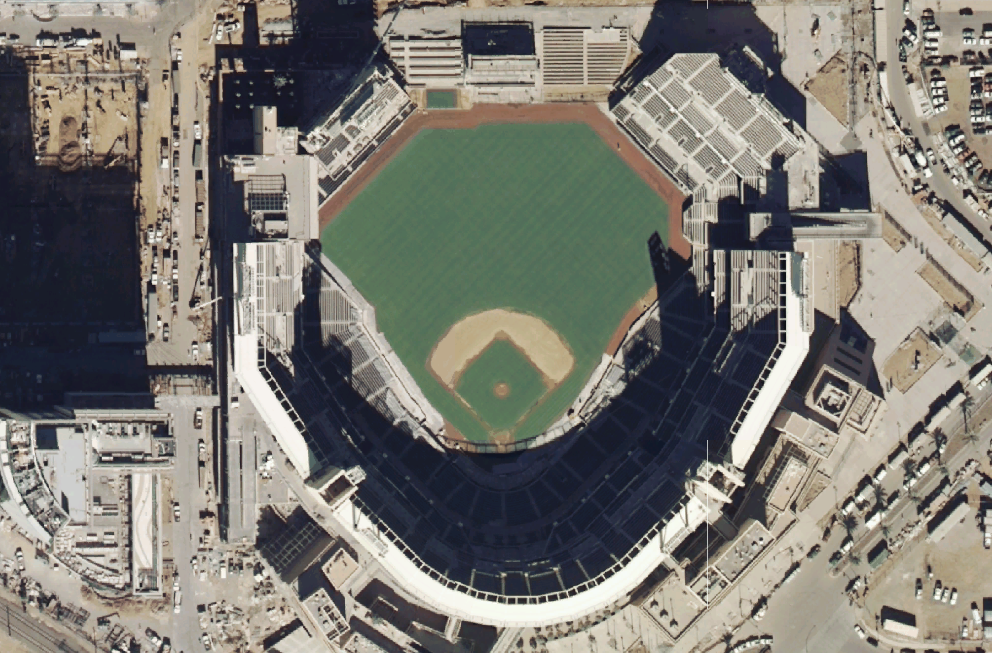
Image satellite